# Canal de retorno
El canal de retorno permite la comunicación entre el receptor y el proveedor del servicio interactivo. Su trabajo es el de enviar las respuestas del usuario al servidor en los servicios interactivos con interactividad remota. Un canal de retorno debería estar siempre disponible.

## Canal de retorno en la TDT
La Televisión Digital Terrestre (TDT) facilita el uso de aplicaciones interactivas, que son aquellas en las que el usuario envía datos al proveedor del servicio. Este tipo de aplicaciones necesita de una conexión a Internet por parte del decodificador para poder enviar los datos. Esto es posible gracias al canal de retorno, que puede ser la línea telefónica, ADSL o el Cable Modem de los operadores de cable siempre que se tenga acceso a estos servicios.
En los orígenes el canal de retorno simplemente se utilizaba para monitorización de los equipos y transmisión de vídeo digital ocasional.

### Tipos de canal de retorno
- Línea telefónica: muchos de los decodificadores de televisión digital terrestre con MHP (Multimedia Home Platform) ofrecen como canal de retorno la línea telefónica. Este tipo de canal presenta varios inconvenientes como el hecho de que si se emplea, el teléfono no se puede utilizar y si se está utilizando el teléfono, no está disponible para las aplicaciones interactivas. Por otra parte, este canal tiene poca capacidad, con lo que las respuestas y los datos que se obtengan tardan bastante tiempo en procesarse y además hay que configurar el módem en el decodificador con los datos de un proveedor de servicios adecuado.

- Ethernet: otro tipo de canal de retorno es el que viene preparado para usar Ethernet. Para utilizarlo sería necesario contar con un proveedor de servicios de ADSL o Cable Modem para que instale un router para poder conectar el ordenador y el puerto ethernet del decodificador a la red. Este caso tiene como ventaja principal la comodidad porque siempre está disponible el servicio y no es necesario configurar el decodificador.

- Bluetooth y GPRS/UMTS: la utilización de Bluetooth como canal de retorno en combinación de una conexión GPRS/UMTS del móvil. El único requisito es que el teléfono móvil al que se conecte debería contar con estas tecnologías.

- PLC: aprovecha la Red Eléctrica de los hogares para las comunicaciones, sin necesidad de instalación ni contratación de otro servicio.

- WiFi / WiMAX:tienen el mismo inconveniente que los canales de retorno basados en Ethernet, necesitan de un proveedor de servicios. Pero su principal ventaja es la ausencia de cables.